# باشگاه فوتبال راکو چنتستوخووا
راکو چنتستوخووا (لهستانی: Raków Częstochowa) باشگاه فوتبال لهستانی است که در سال ۱۹۲۱ در شهر چنتستوخووا بنیان‌گذاری شده‌است و درحال حاضر در لیگ برتر فوتبال لهستان بازی می‌کند.
این تیم در سال ۱۹۶۷ نائب قهرمان جام حذفی فوتبال لهستان شده‌است.
و در سال ۲۰۲۲.۲۳ قهرمان لیگ برتر فوتبال لهستان شده است.